# 哈拔街
哈拔街（英語：Harbord Street）是加拿大安大略省多倫多的一條東西向街道。其名稱來源尚不明確，據信與第五代沙費德男爵查理斯·哈拔有關。